# Meudon-ulykken
Ved Meudon-ulykken (eller Versailles-ulykken) den 8. maj 1842 afsporedes et tog ved byen Meudon i Frankrig på den nyligt åbnede jernbane mellem Paris og Versailles. Ved ulykken omkom 55 passagerer (antallet varierer i kilderne), idet de fleste af dem indebrændte i de aflåste kupeer.
Ulykken ses som første alvorlige påmindelse om farerne ved jernbanetrafik.